# Revisionismo
:
Revisionismo é o ato de se reanalisar algo (por exemplo, um fato, doutrina, valor, livro etc.), gerando modificações em relação à interpretação original que se tinha do objeto analisado.

## Sentido Pejorativo

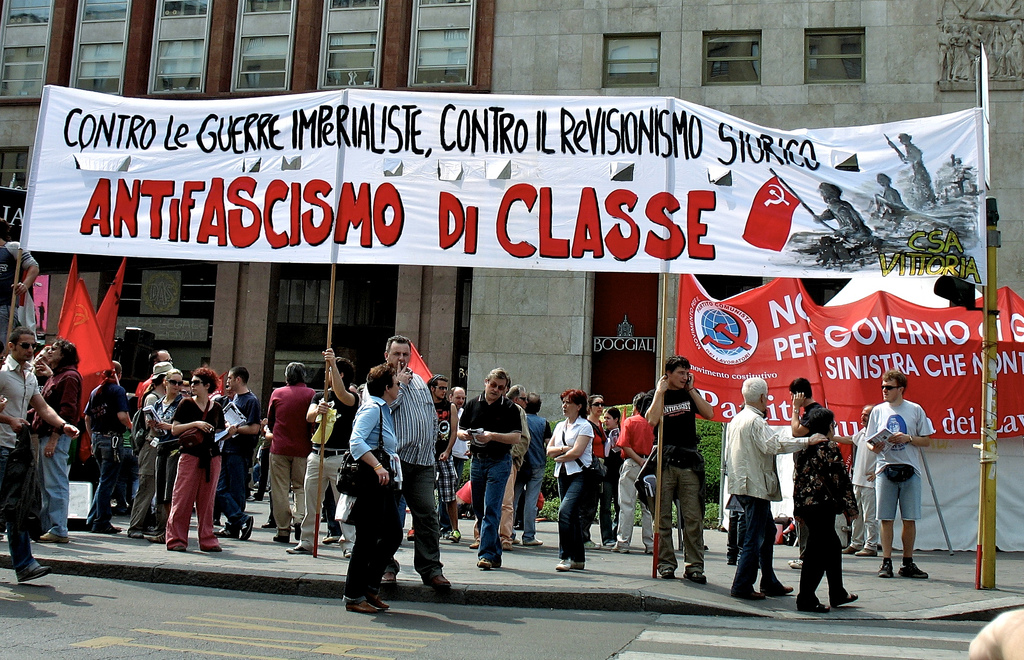
Manifestação na Itália em 2007 contra o revisionismo histórico da Segunda Guerra Mundial

O termo também pode ter um sentido pejorativo de falseamento e distorção da verdade, sendo assim usado como sinônimo de negacionismo. 

## Exemplos
Um dos primeiros e mais importantes revisionismos foi a revisão da doutrina marxista elaborada por Eduard Bernstein e Karl Kautsky no fim do século XIX, revisionismo este frequentemente associado à social-democracia.
Também há uma iniciativa de pesquisadores independentes que tem, por objetivo, incluir e até mesmo ressaltar uma maior participação do mundo oriental na história mundial. Segundo estes pesquisadores, teria havido, durante a Inquisição e após a Primeira e Segunda Guerra Mundial, parcialidade por parte dos historiadores.
Em alguns casos, o revisionismo se confunde com o negacionismo, como na expressão revisionismo do Holocausto, também chamado de negacionismo do Holocausto (ver: Críticas ao Negacionismo do Holocausto). 